# Бенковски (област Кърджали)
Вижте пояснителната страница за други значения на Бенковски.
Бенковски е село в Южна България. То се намира в община Кирково, област Кърджали.

## Население
Преброяване на населението през 2011 г.
Численост и дял на етническите групи според преброяването на населението през 2011 г.:
|                     | Численост | Дял (в %) |
| Общо                | 2121      | 100,00    |
| Българи             | 513       | 24,18     |
| Турци               | 423       | 19,94     |
| Цигани              | 8         | 0,37      |
| Други               | 19        | 0,89      |
| Не се самоопределят | 25        | 1,17      |
| Неотговорили        | 1133      | 53,41     |

## Забележителности
В Бенковски се намира единствено действащата на територията на община Кирково църква, „Свети Дух“, построена първоначално през 1934 г. като дървен параклис. Впоследствие през 1942 г. е построена масивната каменна сграда с камбанарията, която е осветена от митрополит Кирил през 1949 г.
- Вход в с.Бенковски от пътя Джебел-Златоград
- СОУ „Никола Йонков Вапцаров“
- Интересни скални форми в с. Бенковски
- Тракийска скална гробница
- Скални гъби между селата Добромирци и Бенковски